# Fred Tammes
Frederik „Fred“ Tammes (* 4. Oktober 1937 in Huizen, Nordholland) ist ein niederländischer Kameramann.

## Leben
Fred Tammes ließ sich bei den Cinetone Studios als Kameramann ausbilden. Nachdem er mehrere deutsche und niederländische Produktionen drehte, zog er 1982 ins Vereinigte Königreich, wo er sich ebenfalls als Kameramann etablieren konnte. Für seine Arbeiten an Wives and Daughters und Daniel Deronda wurde er jeweils als bester Kameramann für einen British Academy Television Award nominiert. Seit seinem Karriereende 2003 lebt er in Australien.
Seit 1960 ist Tammes mit Ina Te Pas verheiratet. Beide haben zwei gemeinsame Kinder.

## Filmografie (Auswahl)
- 1964: Die Anmeldung (Anmeldung)
- 1964: Menschen von Morgen (Mensen van morgen)
- 1968: Professor Columbus
- 1968: Mijnheer hat lauter Töchter
- 1979: Der Durchdreher (It Can Only Get Worse)
- 1980: Wie du mir – so ich dir (De bende van Hiernaast)
- 1985: Die letzte Jagd (The Shooting Party)
- 1987: Kreuzfeuer der Agenten (The Whistle Blower)
- 1987: Survivor – Zum Überleben verdammt (Survivor)
- 1989: Der letzte Krieger (Coastwatcher)
- 1990: Die Pyramiden des Todes (The Serpent of Death)
- 1992: Schmutziges Wochenende (A Masculine Ending)
- 1993: Best of the Best 2 – Der Unbesiegbare (Best of the Best 2)
- 1993: Ein Mann kehrt heim (The Man Who Cried)
- 1993: Wer wohnt schon noch bei seinem Mann? (Don't Leave Me This Way)
- 1994: Der Priester (Priest)
- 1995: Mad Love – Volle Leidenschaft (Mad Love)
- 1997: Face (Face)
- 2001: Das Böse unter der Sonne (Evil under the Sun)